# Charles Bell

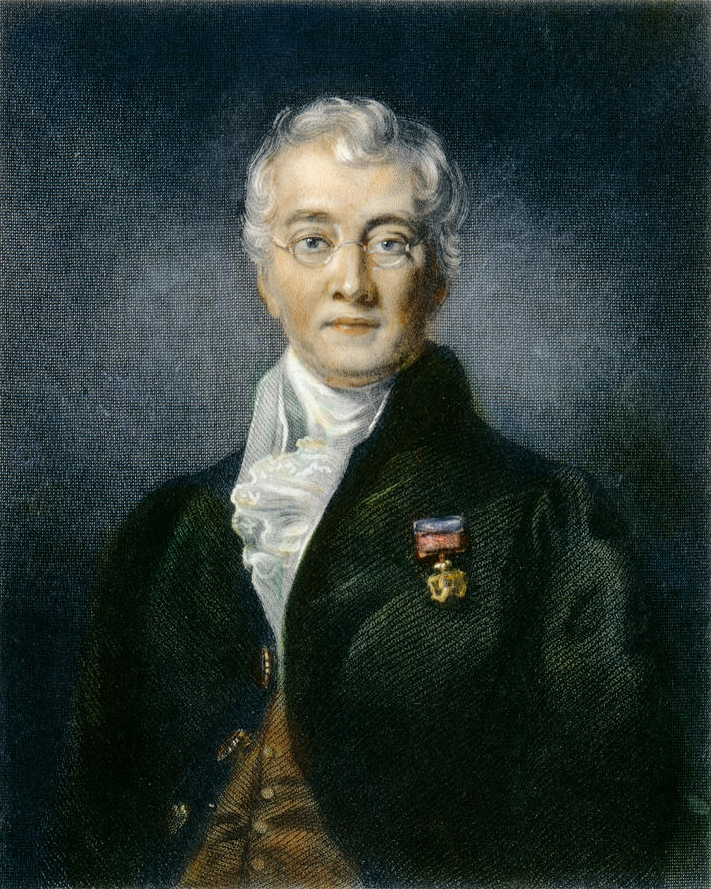
Sir Charles Bell.

Charles Bell (n. Doun, Monteath, Edimburgo; 12 de noviembre de 1774 - North Hallow, Worcestershire; 28 de abril de 1842) fue un anatomista, cirujano, fisiólogo y teólogo natural escocés. Estudió la anatomía y fisiología del sistema nervioso usando la electricidad. Estableció la diferencia entre los nervios motores, sensoriales y sensitivos. Era el hermano menor de John Bell (1763 - 1820), otro conocido cirujano y escritor.

## Obra

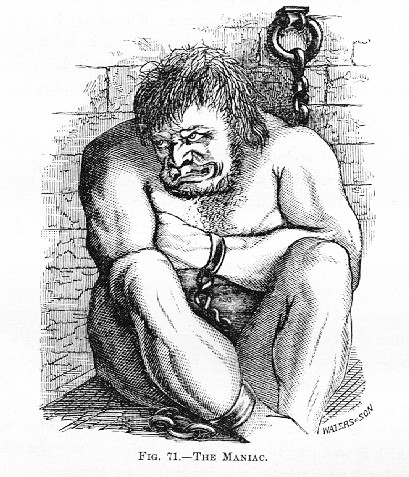
Ilustración de El maníaco (1804).

### Tratados Bridgewater
En 1829 el reverendo Francis Henry, Conde de Bridgewater legó en su testamento ocho mil libras esterlinas para financiar la escritura de una serie de tratados “sobre el poder, la sabiduría y la bondad de Dios, tal como se manifiestan en la Creación”. Esta suma quedaba a disposición del Presidente de la Royal Society de Londres, quien debía pagar a las personas por él elegidas para la redacción de los Tratados. El resultado de este encargo póstumo fueron los ocho volúmenes que conforman los llamados Tratados Bridgewater. El cuarto, The hand, its Mechanism and Vital Endowments as evincing Design, fue redactado por Charles Bell.

### Parálisis de Bell
En 1830 describió una enfermedad caracterizada por la debilidad de toda la musculatura facial (parálisis facial) causada por una disfunción del nervio facial. Dicha enfermedad, la modalidad más frecuente de parálisis facial desde entonces se conoce como Parálisis de Bell.